# Arsinoe di Macedonia
Arsinoe (in greco antico: Ἀρσινόη?, Arsinóe; fl. IV secolo a.C.), chiamata nella storiografia moderna Arsinoe di Macedonia, è stata una nobildonna macedone antica, madre di Tolomeo I, fondatore dell'Egitto tolemaico.

## Biografia
Moglie di Lago, macedone dell'Eordia, personaggio di secondo piano dell'entourage di Filippo II di Macedonia, Arsinoe apparteneva a un ramo collaterale della dinastia argeade e fu la madre di Tolomeo, che sarebbe successivamente diventato dapprima guardia del corpo di Alessandro Magno, successivamente satrapo e infine re d'Egitto. Secondo la storiografia propagandistica filo-tolemaica, invece, il futuro re d'Egitto era figlio illegittimo di Filippo II e dunque fratellastro di Alessandro Magno. Secondo questa propaganda, il re Filippo avrebbe dato in moglie Arsinoe a Lago mentre era già incinta di Tolomeo.